# Trophon muricatus
Trophon muricatus är en snäckart. Trophon muricatus ingår i släktet Trophon och familjen purpursnäckor. Inga underarter finns listade i Catalogue of Life.